# Lakkunda, Belur
Lakkunda là một làng thuộc tehsil Belur, huyện Hassan, bang Karnataka, Ấn Độ.